# ジョージ・ハモンド (ラグビー)
ジョージ・ハモンド（George Hammond、2000年7月31日 - ）は、イングランド出身のラグビーユニオン選手。ジャパンラグビーリーグワンの東京サントリーサンゴリアスに所属している。

## 経歴
イングランドのワージング生まれ。12歳でハーレクインズに入団。 
U17イングランド代表、U18イングランド代表、U20イングランド代表として出場。
2020年9月、ロンドン・アイリッシュとの対戦でプレミアシップデビューを果たした。
2022年5月、 ロンドン・スコティッシュに短期ローン移籍。2024年秋にも同じくローン移籍した。
2025年2月、プレミアシップのロンドン・スコティッシュ戦ではハーレクインズでキャプテンを務めた。2024-25シーズン終了後、ハーレクインズを退団した。
2025年8月、ジャパンラグビーリーグワンの東京サントリーサンゴリアスに加入した。